# Runnin' Wild (album d'Airbourne)
Pour les articles homonymes, voir Running Wild.
Albums de Airbourne
Ready to Rock
(2004) No Guts. No Glory.
(2010)
Runnin' Wild est le premier véritable album studio du groupe de hard rock australien Airbourne. Il est sorti en 2007 en Australie et en 2008 dans le reste du monde.

## Liste des titres
Toutes les chansons ont été écrites et composées par Joel O'Keeffe et Ryan O'Keeffe.
1. Stand Up for Rock 'n' Roll - 4:01
2. Runnin' Wild - 3:38
3. Too Much, Too Young, Too Fast - 3:42
4. Diamond in the Rough - 2:54
5. Fat City - 3:26
6. Blackjack - 2:42
7. What's Eatin' You - 3:36
8. Girls in Black - 3:16
9. Cheap Wine & Cheaper Women - 3:10
10. Heartbreaker - 3:56
11. Hellfire - 2:19 (version européenne et américaine seulement)
12. Let's Ride - 3:28 (version australienne seulement)
13. Dirty Angel - 3:36 (réenregistrement) (version japonaise seulement)

## Formation
- Joel O'Keeffe - chants & guitare solo
- David Roads - guitare rythmique & chœurs
- Justin Street - basse & chœurs
- Ryan O'Keeffe - batterie
- Producteur : Bob Marlette
- Ingénieur du son : Dave Schiffman